# Beauveria brongniartii
Beauveria brongniartii är en svampart som först beskrevs av Pier Andrea Saccardo, och fick sitt nu gällande namn av Petch 1926. Beauveria brongniartii ingår i släktet Beauveria och familjen Cordycipitaceae.   Inga underarter finns listade i Catalogue of Life.